# انسی (فرانسه)
انسی (به فرانسوی: Annecy) شهری است در شهرستان اوت سوآ در ناحیه رون-آلپ با جمعیت ۵۱٬۰۲۳ نفر در کشور فرانسه واقع شده‌است.

## نگارخانه

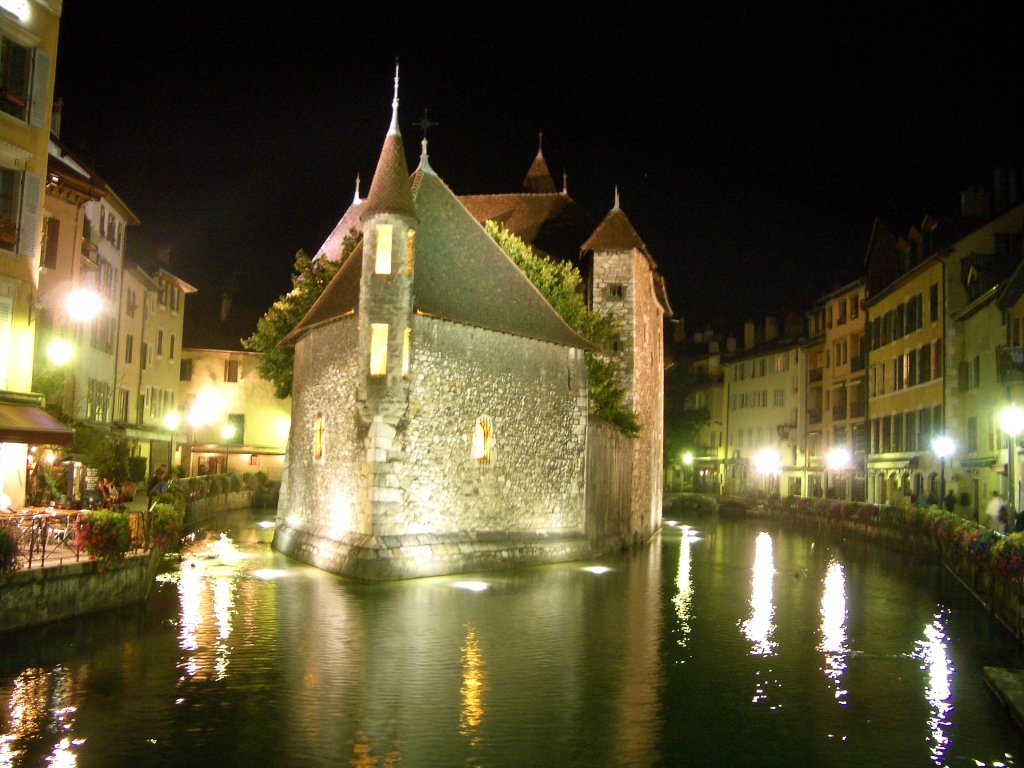
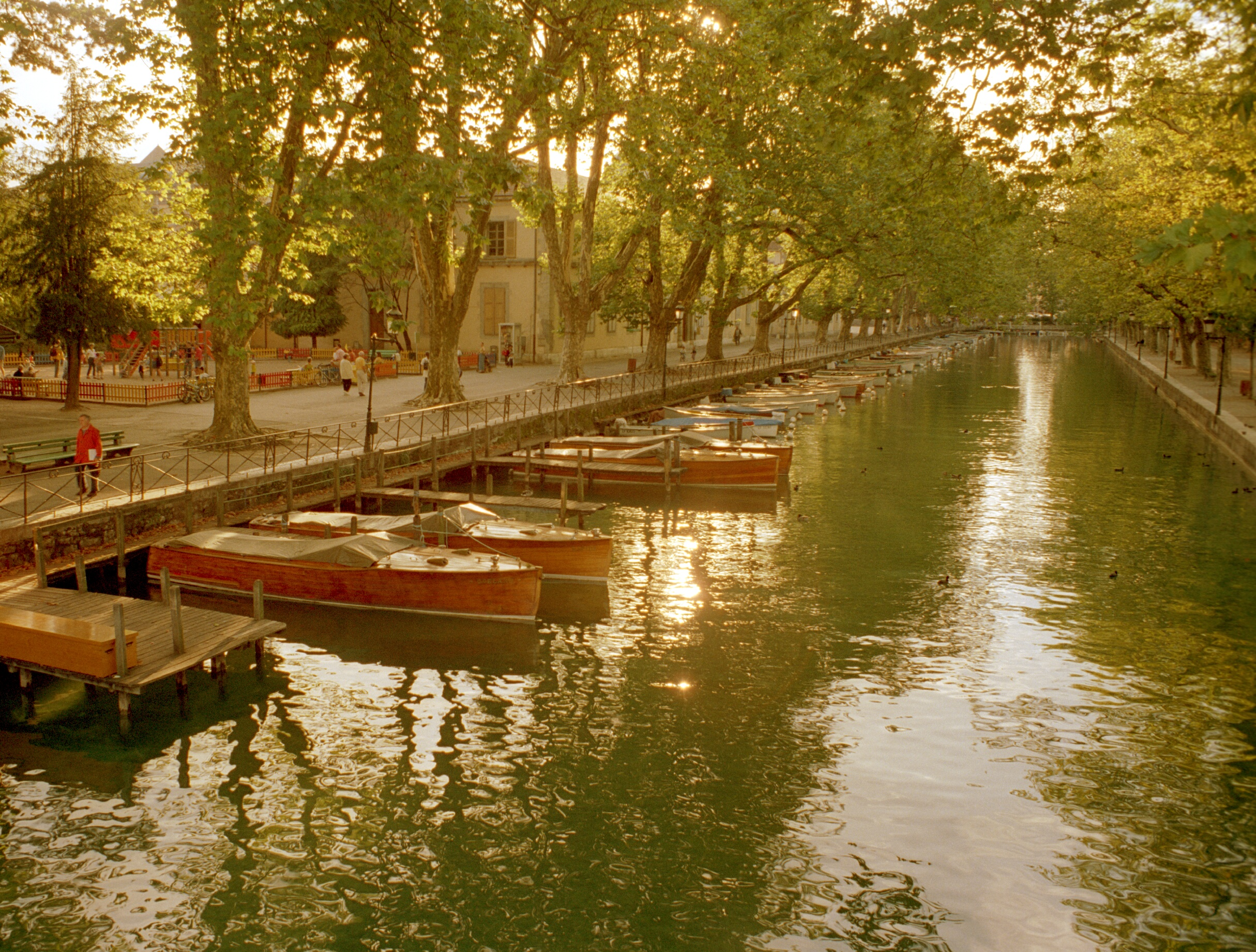